# Upaca
Upaca es un caserío peruano ubicado en el distrito de Pativilca, perteneciente a la provincia de Barranca del departamento de Lima, en la costa central del Perú. 

## Ubicación
Upaca se ubica al norte de la provincia de Barranca, en el distrito de Pativilca, en el departamento de Lima.

## Demografía
En 2017 Upaca tenía una población de 530 habitantes.
| Gráfica de evolución demográfica de Upaca entre 1993 y 2017 |
|                                                             |
| Fuentes: Población 1993 y 2017                              |